# Ministre-conseller
El ministre-conseller és, dins d'una ambaixada, el segon diplomàtic en ordre jeràrquic, després de l'ambaixador. després, segueix el conseller polític, i després, tots els altres consellers, secretaris i agregats amb rang diplomàtic. En anglès és conegut com a "Deputy Chief of Mission".